# The Smallest Man Who Ever Lived
Pistes de The Tortured Poets Department
I Can Do It With a Broken Heart The Alchemy
The Smallest Man Who Ever Lived est une chanson de la chanteuse-auteure-compositrice américaine Taylor Swift. Il s'agit du 14e titre de son 11e album studio, The Tortured Poets Department (2024). Elle a écrit et produit la chanson avec son collaborateur de longue date, Aaron Dessner. Chanson de rupture sur un ex-amant, The Smallest Man Who Ever Lived commence comme une ballade au piano avant de se transformer en un pont vitriolique.
Les critiques ont tous loué The Smallest Man Who Ever Lived pour ses paroles débridées, et plusieurs l'ont sélectionné comme un moment fort de sa carrière. À sa sortie, il a atteint la 14e place du Billboard Hot 100, la 18e place du Billboard Global 200 et le top 20 des classements de singles en Australie, au Canada, en Irlande et en Nouvelle-Zélande. Swift a inclus la chanson dans la set-list remaniée de The Eras Tour à partir de mai 2024.

## Historique et performance
Swift a annoncé The Tortured Poets Department, son onzième album studio, lors de la 66e cérémonie annuelle des Grammy Awards le 4 février 2024, tout en acceptant le prix du meilleur album pop vocal pour Midnights (2022). Elle a révélé qu'elle avait travaillé sur l'album en secret en 2022 et 2023. Avant et après sa sortie, les fans et les médias ont spéculé que les chansons de l'album parlaient de ses relations à cette époque avec l'acteur anglais Joe Alwyn, l'auteur-compositeur-interprète anglais Matty Healy et le joueur de football américain Travis Kelce. Republic Records a sorti l'album le 19 avril 2024 et The Smallest Man Who Ever Lived en est la 14e piste.
Swift a inclus la chanson dans l'acte The Tortured Poets Department de The Eras Tour, qu'elle a présenté pour la première fois lors du concert du 9 mai à Paris. Pendant la performance, elle enfile une veste militaire blanche et exécute une marche synchronisée sur la scène pendant le pont de la chanson avec ses danseurs comme fanfare. Elle termine la performance en s'effondrant sur le sol avec le groupe, et un sketch de pantomime suit dans lequel ses danseurs la raniment et la forcent à enfiler une nouvelle tenue pour interpréter I Can Do It with a Broken Heart. Travis Kelce, le partenaire de Swift et joueur de football américain, a rejoint les danseurs sur scène entre les chansons lors du concert du 23 juin à Londres, invitant de nombreux commentaires. Rolling Stone l'a surnommé le meilleur moment de la partie internationale de la tournée.

## Personnel
- Taylor Swift – chant principal, auteure-compositrice, productrice
- Aaron Dessner – producteur, auteur-compositeur, ingénieur du son, basse, batterie électronique, guitare électrique, piano, synthétiseur
- Serban Ghenea – mixage
- Bryce Bordone – ingénieur de mixage
- Bella Blasko – ingénieur du son
- Beau Sorenson – ingénieur du son additionnel
- Rob Moose – arrangeur, violon, alto
- James McAlister – batterie, guitare électrique, percussion, synthétiseur
- Laura Sisk – ingénieur audio
- Randy Merrill – mastering
- Jason Slota – percussion

## Classements

### Classement par pays
| Classements (2024)                    | Meilleure position |
| ------------------------------------- | ------------------ |
| Australia (ARIA)                      | 16                 |
| Canada (Canadian Hot 100)             | 18                 |
| France (SNEP)                         | 137                |
| Global 200 (Billboard)                | 18                 |
| Greece International (IFPI)           | 28                 |
| Ireland (Billboard)                   | 19                 |
| Lithuania (AGATA)                     | 88                 |
| New Zealand (Recorded Music NZ)       | 17                 |
| Sweden (Sverigetopplistan)            | 60                 |
| Swiss Streaming (Schweizer Hitparade) | 42                 |
| UK Streaming (OCC)                    | 17                 |

## Certifications
| Pays                         | Certification | Ventes   |
| ---------------------------- | ------------- | -------- |
| Australie (ARIA)             | Or            | 35 000‡  |
| Royaume-Uni (BPI)            | Platine       | 200 000‡ |
| ‡ ventes + streaming combiné |               |          |